# 南湖大山
南湖大山（泰雅語：、南澳群泰雅語：、溪頭群匹亞南泰雅語：:123,131-132,134、志佳陽群泰雅語：:488-490、沙拉茅群佳陽泰雅語：:152），為臺灣第五高山，中央山脈第三高峰、中央山脈北段的最高峰，海拔3742（3,741.595）公尺，設有一等三角點、三等衛星點LP59，臺灣百岳排名第8。處於中央山脈主稜線北段，南湖山群為臺中市、宜蘭縣、花蓮縣的邊界，最高峰南湖大山山頂位於臺中市和平區平等里，東南方距離花蓮縣秀林鄉和平村的邊界約400多公尺，在太魯閣國家公園內。南湖大山與玉山、雪山、秀姑巒山、北大武山合稱「五」，為臺灣最具代表性的五座高山。山型端凝厚重，素有帝王之山、王者之山之稱；主山的山體，別號「帝王頭」:上冊186-193,200-209。南湖大山群峰與其南鄰尖聳的中央尖山常並稱為「南湖中央尖」，在登山界行程常將此段中央山脈高山段最北段畫分為「北一段」。南湖大山與曾棲息在源發於此山溪流中的櫻花鉤吻鮭為現行流通第五版新臺幣貳仟圓鈔票（页面存档备份，存于）背面之主題。

## 山脈群

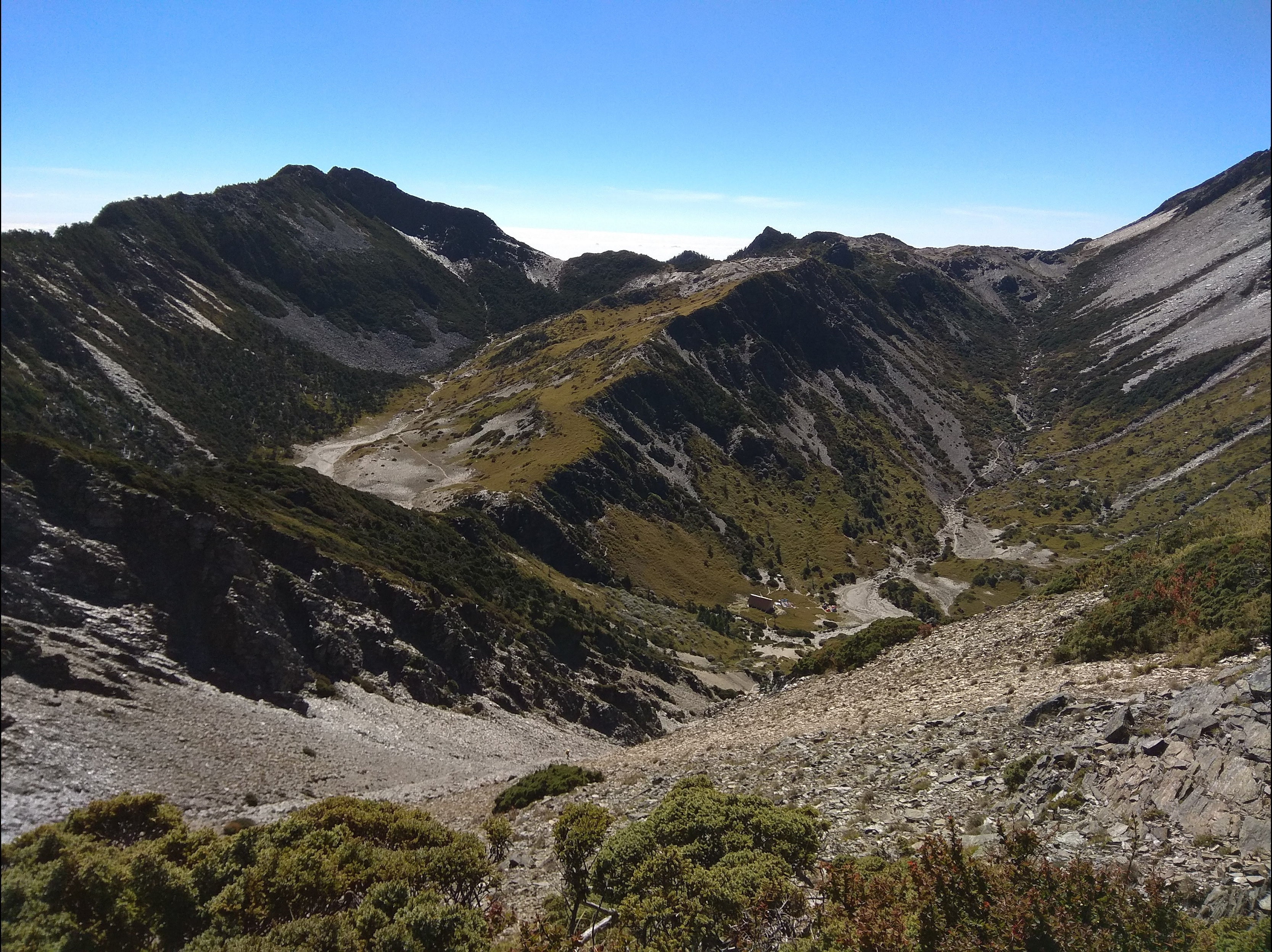
由南湖北峰往南觀看南湖圈谷，圖右緣為主峰東坡，右側為下圈谷，左側為上圈谷，左上方山峰為東峰

南湖山群高山林立，許多山峰和稜脈高於3,500公尺，核心主要的山峰有主峰（3,742公尺）、南湖大山東峰（3,639公尺）、南湖大山東北峰（3,563公尺）、南湖大山中南峰、南湖大山北峰（3,595公尺），主稜往南有南湖大山南峰、巴巴山、巴巴山南峰，主稜往北有南湖北山（3,534公尺）、北山岔出西稜的審馬陣山、北山北邊主稜的巴都服山與拔都諾府山，也包括由東峰岔出東南稜的陶賽峰、南湖大山東南峰、馬比杉山，是整個中央山脈高山段的最北端，南湖大山東峰也是宜蘭縣的最高峰。台灣每年冬季的東北季風，迎風面山區降雨都有可觀的雨量，宜蘭蘇澳、南澳山區，也就是南湖大山北側與東側南澳溪、大濁水溪流域的山區，是全台灣雨量最豐富的地區，昔日有「台灣亞馬遜」的稱號；:15南湖大山因位處中央山脈高山段的北緣，緯度較高、海拔高、山體龐大等地理因素，再加上向東北方開口寬大的蘭陽溪河谷與思源埡口的通谷地形，每當寒流來襲，大陸冷氣團即循此通谷順勢導入大量的濕冷空氣，受通谷兩側高聳山脈的推升夾擠，逐漸凝聚隨地勢上昇，當氣團上昇到3,000公尺以上，隨著高山溫度驟降，濕冷上昇氣團的迎風面的高山便會飄下紛紛白雪。南湖大山與西側夾擠的雪山成為臺灣最容易降雪與積雪深厚的高山。
南湖山區的地層主要由板岩構成，時夾有薄層細粒砂岩、始新世礫岩及石灰岩。一部分為始新世地層，稱為畢祿山層，而其西斜面可能為中新世地層，稱為廬山層。南湖山區的冰河地形圈谷的岩層，主要以板岩為主，如北峰經東北峰、東峰至主峰的稜脈，出露多處板岩露頭。南湖山區的變質砂岩，呈帶狀分布，由主峰經南湖南峰南延至中央尖山出露石英砂岩為主的變質砂岩，中央尖山更出露粗粒石英砂岩，甚至石英礫岩。這個極堅硬的帶狀石英砂岩區形成南湖山區主要的稜脈與突出的山峰。東南側大濁水南溪上源谷地有石灰岩與板岩層接觸面的逆斷層，陶賽峰、南湖大山東南峰在其東側形成銳角岩峰聳立在板岩層之上由石灰岩構成整個峰體。
林朝棨認為南湖山塊原本與其西方的雪山山塊相連，屬同一個山塊，後受地塊運動形成地壘狀山地，之後兩山塊之間發生斷裂，形成匹亞南構造線（梨山斷層），將兩山塊分割東西兩側。南湖大山最具特色的地形景觀為冰河遺跡「南湖圈谷」，在南湖溪最上源谷地，有東西相鄰的兩個圈谷，依海拔高低，西側海拔略低者為下圈谷（一號圈谷），建有南湖山屋，原為溪頭群匹亞南泰雅族搭建的獵寮所在地，泰雅語：，直译：「砂地」，後來演變為東側更高的上圈谷（二號圈谷）的別名，又稱上圈谷為「布那奎圈谷」。日治時，矢部長克博士因下淡水溪出海口在台灣海峽海底600公尺深處發現沖刷的沉降河谷（稱為「溺谷」），而認為台灣陸地過去海拔曾比今天高出1000公尺以上，台北帝大早坂一郎博士於是據此最早發表推論台灣在冰河時期高山可能有冰河的現象:116。鹿野忠雄自1926年起開始多次前往雪山山區，調查冰河地形，1933年鹿野邀請神戶商業大學田中薰助教授一同前往南湖山區調查，在1934年共同發表，指出南湖大山曾為冰帽覆蓋，南湖山區周遭形成有19個圈谷，其中南湖大山北峰、東北峰、東峰、主峰附近有12個圈谷，保存最顯著、最完好的是此四峰包圍的上、下圈谷。隨後台北帝大林朝棨接續在南湖山區研究，調查冰蝕現象與冰河擦痕標本。戰後初期地質學界詹新甫（1960年）、徐鐵良（1990年）多懷疑冰河說而持河源崩谷的論點，至晚近曾昭璇（1983年）、劉志學（1986年）、王鑫等（1999年）、崔之久等（1999年）、楊建夫等（1999年）、（2000年）則傾向冰河說。2000年楊建夫的研究報告在南湖大山主峰周邊發現3個U形谷、18個圈谷、1處冰帽等的主要冰河地貌，以及多處冰坎、冰磧丘和擦痕等冰河作用的直接地貌証據，還在上、下圈谷的四周谷壁發現許多屬於冰緣地貌的石流坡。楊建夫研判上、下圈谷是兩條U型谷，而非冰斗，一、二號圈谷南側頂端是南湖主峰與東峰間非常平坦的鞍部，標高約3500公尺，水系上是臺灣海峽與太平洋的分水嶺，這塊平坦的鞍部東西長約400公尺，南北寬約250—300公尺，是全世界熱帶高山地區少數的古冰帽遺跡，估算冰期的冰層厚度達70—80公尺，其北側的上、下圈谷南湖溪上源谷地（大甲溪流域），和東南側的大濁水南溪上源谷地（大濁水溪流域），全是冰蝕的U形谷。除此之外，原本田中薰、鹿野忠雄的研究，認為此古冰帽南側的陶賽溪上源谷地（立霧溪流域），也應原是古冰帽下的圈谷。:上冊200-209:201-205
冰河時期，臺灣與亞洲大陸相連，寒帶動物與植物擴展到臺灣。冰河期結束，氣溫與海平面上升，寒帶動物與植物不得不往高山遷徙，於高山地區找到棲息地，保存了許多第三、四紀的冰河孑遺生物，其中以南湖大山山區最多。南湖山椒魚為台灣特有種的冰河孑遺動物，主要分佈在南湖山區海拔3000公尺左右，潮濕的高山苔原溪流或泉水附近；南湖上、下圈谷是高山野花的故鄉，臺灣珍貴的地理寶地，冰河孑遺植物大都遺留這裡，成為這批嬌客的最後一塊根據地。南湖山區多達百餘種的高山植物，幾乎涵蓋臺灣絕大多數高山植物。上、下圈谷最高點為冰河最高點寒原地帶，氣候嚴苛低溫，風化劇烈，石礫鋪蓋，土層淺薄，幾乎寸草不生，這荒僻孤冷所在，居然可以開出嬌艷媚麗的花朵。南湖山區中特有最著名的有南湖大山柳葉菜，俗名為大輪紅花，美名遠播，是孑遺自冰河時期的珍稀物種，在高海拔3400公尺以上的山區呈現孤島狹隘之點狀分布，族群數量稀少，農委會依《文化資產保存法》於1988年8月22日公告明訂為珍貴稀有植物之一。此外有岡本氏岩蕨、高山柳、南湖附地草、南湖蒿草、南湖碎雪草、南湖馬蘭、南湖紫雲英（南湖大山黃芮）、南湖倒提壺、雙黃花堇菜、高山鐵線蓮、奇萊喜普鞋蘭、玉山薄雪草、南湖杜鵑（南湖石楠）等，都是臺灣特有與珍稀的植物。

## 氣候
| 南湖圈谷-海拔3557米（平均數據2018至2025年，極端數據2017年至2025年） | 南湖圈谷-海拔3557米（平均數據2018至2025年，極端數據2017年至2025年） | 南湖圈谷-海拔3557米（平均數據2018至2025年，極端數據2017年至2025年） | 南湖圈谷-海拔3557米（平均數據2018至2025年，極端數據2017年至2025年） | 南湖圈谷-海拔3557米（平均數據2018至2025年，極端數據2017年至2025年） | 南湖圈谷-海拔3557米（平均數據2018至2025年，極端數據2017年至2025年） | 南湖圈谷-海拔3557米（平均數據2018至2025年，極端數據2017年至2025年） | 南湖圈谷-海拔3557米（平均數據2018至2025年，極端數據2017年至2025年） | 南湖圈谷-海拔3557米（平均數據2018至2025年，極端數據2017年至2025年） | 南湖圈谷-海拔3557米（平均數據2018至2025年，極端數據2017年至2025年） | 南湖圈谷-海拔3557米（平均數據2018至2025年，極端數據2017年至2025年） | 南湖圈谷-海拔3557米（平均數據2018至2025年，極端數據2017年至2025年） | 南湖圈谷-海拔3557米（平均數據2018至2025年，極端數據2017年至2025年） | 南湖圈谷-海拔3557米（平均數據2018至2025年，極端數據2017年至2025年） |
| 月份                                                                | 1月                                                                 | 2月                                                                 | 3月                                                                 | 4月                                                                 | 5月                                                                 | 6月                                                                 | 7月                                                                 | 8月                                                                 | 9月                                                                 | 10月                                                                | 11月                                                                | 12月                                                                | 全年                                                                |
| ------------------------------------------------------------------- | ------------------------------------------------------------------- | ------------------------------------------------------------------- | ------------------------------------------------------------------- | ------------------------------------------------------------------- | ------------------------------------------------------------------- | ------------------------------------------------------------------- | ------------------------------------------------------------------- | ------------------------------------------------------------------- | ------------------------------------------------------------------- | ------------------------------------------------------------------- | ------------------------------------------------------------------- | ------------------------------------------------------------------- | ------------------------------------------------------------------- |
| 历史最高温 °C（°F）                                                 | 11.9 (53.4)                                                         | 11.9 (53.4)                                                         | 13.8 (56.8)                                                         | 14.3 (57.7)                                                         | 16.9 (62.4)                                                         | 18.8 (65.8)                                                         | 18.8 (65.8)                                                         | 18.7 (65.7)                                                         | 17.4 (63.3)                                                         | 17.5 (63.5)                                                         | 15.1 (59.2)                                                         | 13.0 (55.4)                                                         | 18.8 (65.8)                                                         |
| 平均高温 °C（°F）                                                   | 2.9 (37.2)                                                          | 4.8 (40.6)                                                          | 6.1 (43.0)                                                          | 8.7 (47.7)                                                          | 10.9 (51.6)                                                         | 12.4 (54.3)                                                         | 14.4 (57.9)                                                         | 13.6 (56.5)                                                         | 13.2 (55.8)                                                         | 10.8 (51.4)                                                         | 8.3 (46.9)                                                          | 5.0 (41.0)                                                          | 9.3 (48.7)                                                          |
| 日均气温 °C（°F）                                                   | −0.5 (31.1)                                                         | 1.2 (34.2)                                                          | 2.6 (36.7)                                                          | 5.2 (41.4)                                                          | 6.9 (44.4)                                                          | 8.7 (47.7)                                                          | 9.5 (49.1)                                                          | 9.1 (48.4)                                                          | 8.5 (47.3)                                                          | 6.8 (44.2)                                                          | 4.9 (40.8)                                                          | 1.5 (34.7)                                                          | 5.4 (41.7)                                                          |
| 平均低温 °C（°F）                                                   | −3.0 (26.6)                                                         | −1.8 (28.8)                                                         | −0.2 (31.6)                                                         | 2.4 (36.3)                                                          | 4.9 (40.8)                                                          | 6.4 (43.5)                                                          | 6.6 (43.9)                                                          | 6.6 (43.9)                                                          | 5.9 (42.6)                                                          | 4.4 (39.9)                                                          | 2.4 (36.3)                                                          | −0.8 (30.6)                                                         | 2.8 (37.1)                                                          |
| 历史最低温 °C（°F）                                                 | −12.4 (9.7)                                                         | −8.9 (16.0)                                                         | −11.7 (10.9)                                                        | −5.5 (22.1)                                                         | 0.6 (33.1)                                                          | 3.4 (38.1)                                                          | 4.0 (39.2)                                                          | 3.1 (37.6)                                                          | 1.8 (35.2)                                                          | −0.3 (31.5)                                                         | −5.3 (22.5)                                                         | −7.3 (18.9)                                                         | −12.4 (9.7)                                                         |
| 平均降雨量 mm（）                                                   | 107.1 (4.22)                                                        | 49.0 (1.93)                                                         | 113.4 (4.46)                                                        | 69.9 (2.75)                                                         | 205.4 (8.09)                                                        | 203.7 (8.02)                                                        | 213.7 (8.41)                                                        | 26.2 (1.03)                                                         | 354.5 (13.96)                                                       | 554.1 (21.81)                                                       | 130.1 (5.12)                                                        | 81.9 (3.22)                                                         | 2,109 (83.02)                                                       |
| 平均降雨天数（≥ 0.1 mm）                                            | 9.5                                                                 | 5.5                                                                 | 9.4                                                                 | 7.4                                                                 | 8.5                                                                 | 13.0                                                                | 11.7                                                                | 17.7                                                                | 14.5                                                                | 17.0                                                                | 13.2                                                                | 11.8                                                                | 139.2                                                               |
| 平均相對濕度（％）                                                  | 73.6                                                                | 69.3                                                                | 73.3                                                                | 80.1                                                                | 80.7                                                                | 86.6                                                                | 77.0                                                                | 85.8                                                                | 81.2                                                                | 80.5                                                                | 76.4                                                                | 73.3                                                                | 78.1                                                                |
| 来源：中央氣象署                                                    |                                                                     |                                                                     |                                                                     |                                                                     |                                                                     |                                                                     |                                                                     |                                                                     |                                                                     |                                                                     |                                                                     |                                                                     |                                                                     |

## 山路
南湖大山是泰雅族遷徙史中重要的據點，相傳由祖居地遷移到思源埡口（日治時稱，漢語亦有轉寫為匹亞南鞍部）分枝散葉的先祖，其中一支往東翻越南湖大山進入南澳，是為南澳群。往北進入蘭陽溪谷的溪頭群，南湖大山也為匹亞南社群的傳統獵場。四季部落亦可由加羅湖向南縱走中央山脈主脊前往南湖大山。
原在濁水溪源頭霧社溪上游道澤群賽德克族東遷翻越中央山脈主脊，進入立霧溪流域北側支流陶賽溪谷，是為陶賽群，南湖中央尖的東南側為其傳統領域。:488-490:21-112
過去攀登南湖大山的途徑，是利用泰雅與東賽德克各族群進入南湖大山的傳統獵路。早期最普遍的路徑，由溪頭群匹亞南部落（現漢名為1959年蔣經國50大壽來此避壽而改稱南山村）向南溯登耶克糾溪—紅達拉溪上蘭陽溪與大甲溪分水嶺木杆鞍部（quri Mugan），再往東沿稜上登審馬陣（木杆鞍部也可續往東南下南湖溪谷前往中央尖山方向），或由匹亞南溯登耶克糾溪，攀上審馬陣山西北支稜，經奇烈亭（泰雅語：:111，又有譯寫為寄歷亭）上審馬陣稜線（泰雅語：轉寫自片假名），再往東沿稜經審馬陣草原（原建有泰雅獵寮，今建有審馬陣山屋），上登南湖北山（Gongo Bayu）即接上中央山脈主脊，轉往南經由受大濁水北溪嚴重向源侵蝕切割的五岩峰峭壁、南湖大山北峰，再下登穿越圈谷（直译：「砂地」，又有轉寫為「布那奎」）前往南湖大山。
日治時1910年4月，宜蘭廳叭哩沙（今三星）支廳長警部小島仁三郎與宜蘭蕃務係長警部坂井時彥氏一行，由奇烈亭路線上登，翻越南湖山區轉往東南方大濁水南溪源頭傳統獵路，向南翻越分水嶺波浪山稜線，前往探訪東遷到立霧溪流域支流陶賽溪的陶賽群東賽德克族部落。
1914年4—5月，測量技師野呂寧一行34人與原住民武裝護衛隊275人，由叭哩沙往四季，在加羅湖往東翻過中央山脈主脊，再沿大濁水北溪南澳群泰雅大部落比亞毫社傳統獵路，從南湖山區的東方，經束穗山上登，向南穿越闊闊庫溪上游，越嶺馬比杉山支稜，進入大濁水南溪上源谷地，登頂南湖大山，再由奇烈亭路線下山，進行首次有記錄的非原住民攀登南湖大山與地理測量，登山過程中多人罹患嚴重高山症。:66-771926年7月，台北一中（今建國中學）師生與生駒高常等人一行，由匹亞南上溯耶克糾溪奇烈亭路線，攀登南湖大山，再由南湖北山西稜，經泰雅獵寮（今審馬陣山屋）、（轉寫自，今舊雲稜山莊），至匹亞南鞍部下山。同年11月，台北州蕃地産業調査隊一行亦由奇烈亭路線攀登南湖大山，再轉往北縱走中央山脈主脊至加羅湖下山。:113(461)-114(462)1933年8月田中薰與鹿野忠雄攀登南湖大山進行地理及冰河地形研究，是從泰雅族四季部落，登上加羅湖（直译：「檜木枯朽的湖」，位於，日治時設有駐在所）縱走中央山脈主脊往南，前往南湖山區調查，登上南湖大山主峰，又巡圈谷周圍稜頂沿稜縱走北峰、東北峰、東峰的險惡稜線，前往大濁水南溪上源谷地，登上東南峰、陶塞峰，後來田中薰急性腹痛，又遇到暴風雨緊急撤退，從圈谷沿南湖溪谷右岸約1公里處南澳群石洞獵寮避難，再沿獵路直下撤出至審馬陣草原，再經奇烈亭路線由匹亞南下山。1934年7—8月，田中薰帶領神戶商業大學山岳部學生，由立霧溪流域太魯閣進入陶賽社（位在今中橫東段迴頭彎上梅園）入山，往北越過三池山稜線進入陶賽溪支流溪谷中的獵寮，上登南湖，再縱走中央尖、無明、畢祿、合歡、奇萊等高山，再經能高越由霧社下山。1936年3月，田中薰帶領神戶商大山岳部學生，在冰雪季經奇烈亭路線由匹亞南來回攀登南湖大山，並由南湖大山山頂滑雪滑降到圈谷底的南湖山莊。此外，還有由陶賽社溯源陶賽溪登上南湖大山、或翻越波浪山稜線進入大濁水南溪源頭登上南湖大山、或上登三池山稜線登上中央尖山再縱走至南湖大山。:99-1871940年，台灣山岳會規畫開拓新路線攀登五岳，年底到次年年初，木田文治等三人與11名志佳陽社泰雅族嚮導冬攀南湖大山，由平岩山駐在所出發下切到南湖溪、耳無溪匯流口，上溯南湖溪，再切上南湖南峰西稜登上南湖大山。
溪頭群匹亞南泰雅獵人稱南湖的下圈谷為（布那奎，意為砂地），原建有傳統獵寮。日治時1934年12月臺灣山岳會在此興建了新式的「南湖山莊」，同時也在奇烈亭山徑的中途海拔高約2560公尺處，搭建了一棟登山小屋，並以該地泰雅語地名命名為「寄歷亭」（又有轉寫為奇烈亭）。戰後南湖山莊至今又歷經多次改建，現今為新式的太陽能山屋。
日治及戰後初期，攀登南湖大山主要由匹亞南部落溯登耶克糾溪經奇烈亭上審馬陣的路線，過溪時經常發生山洪暴漲人員遭圍困的事故。1974年7月，中華山岳協會雲稜登山隊為紀念隊友吳萬居一年前在南湖圈谷發生山難死亡，捐出了20餘萬元，在鞍部東北山坳處興建了一棟「雲稜山莊」（附近原為泰雅獵寮轉寫自片假名，位在2004年啟用的「新雲稜山莊」東南方約300公尺溪谷中，原雲稜山莊現已拆除），並開闢了從思源埡口利用710林道，再翻越多加屯山、經鞍部到達此山莊不必過溪、免除山洪危險的新途徑。這條不用再攀昇千餘公尺，即能抵達審馬陣山的新路線，便立刻取代了奇烈亭的傳統路線，原奇烈亭路線即漸荒廢。早期也另有獵路可由原雲稜山莊經南湖溪溪谷，直接進入南湖圈谷，或登上主山西稜、南稜，然因溪谷地形破碎，未經過稜線百岳山頭，登山客少走，也漸荒廢。1978年12月25日，中華佳友登山隊高、朱、李等三位隊員由雲稜山莊單日輕裝來回南湖大山，回程突然遭遇強烈寒流暴風雪來襲，隊員不及走避在南湖北山—審馬陣之間空曠不避風的草原，徹夜遭暴風雪襲擊死亡，為了避免再發生憾事，在審馬陣草原的水池邊興建審馬陣避難山屋（原為泰雅獵寮，1996年審馬陣避難山屋改建為相鄰的兩棟組合鋁屋）。
在南湖山區周邊深山的各處溪谷間，原本各處都世居有原住民部落，居民常年在其間四處行獵、往來、遷徙，古道、獵徑縱橫穿梭其間，山路清楚易行。然而自清末開山撫番、日治理蕃、強制移住、戰後強制遷村、伐木、禁山、禁獵等政策，至1964—1966年最後殘存的哈卡巴里斯社最後一個家族被強制遷村後，此區的原住民已被完全清空，再加上多次颱風、地震等天災破壞，至20世紀後期，此區深山已幾近渺無人煙歷數十年，幾呈蠻荒的原始狀態，其間原本縱橫穿梭的古道早已橋斷路崩於荒煙蔓草間。1980年代，中興大學法商學院、台大、復興工專等學生登山社團，相繼「重新開拓」此山區，「重新開發」出十數條探勘路線。在歷經多次失敗撤退、多位隊員受傷之後，探勘活動大致完成，至1985年及1988年，台大登山社兩次舉辦南湖會師及南湖11路大會師活動。除了登百岳的大眾路線之外，另有下列探勘路線：
- 南湖西稜 - 南湖大山主峰西支稜。可由大眾路線行至雲稜山莊原址，在山莊遺址後方循舊獵路下降南湖溪，過溪到對岸舊獵路，沿主山西稜登上短箭竹草坡，至山頂前須攀登岩壁。
- 南湖溪溯 - 溯源南湖溪登南湖。同南湖西稜線下到南湖溪，再沿溪上溯溪源直到圈谷，此線若循水路為繩隊技術攀登路線，有高聳三百米大瀑布、深潭、懸岩岩壁等技術地形；另外在溪谷左右山腰處（主要在右岸）也原有舊獵徑可直通圈谷，零星留有登山指標等遺迹，但少人走已漸荒廢。
- 南湖北稜 - 縱走南湖大山北側的中央山脈主脊，又稱「北北段」，為東側南澳溪、大濁水溪流域與西側蘭陽溪流域的分水嶺。通常由蘭陽溪谷泰雅族部落四季村（Skikun）循四季林道至中央山脈主脊給里洛山南鞍，轉往向南縱走主脊，經西霧覽山、府塔山、巴都諾服山、巴都服山至南湖北山。1933年田中薰與鹿野忠雄研究南湖大山冰河地形，即大致循此路線前往，當時是循警備道登上加羅湖（直译：「檜木枯朽水池」）邊的，再往南縱走主脊。
- 南湖北西稜 - 南湖北稜巴都諾服山往西分出的支稜。可由四季村循四季林道支線，往西下降四重溪底，過溪往西上登塚呂馬布山，也可由台7甲線繼光橋前四季道班房後方稜線往東南轉南沿稜線上登，抵塚呂馬布山，再向南縱走至魔葉名病山，轉向東南縱走至巴都諾服山，接上南湖北稜。
- 比亞毫—南湖 - 由位在大濁水北溪本流上游（llyung Klesan）與左股支流次考干溪匯流口南岸，南澳群（Klesan）泰雅族最深山的大部落比亞毫大社遺址（Pyahau，又有轉寫為碧侯，原稱古魯，比亞毫為第四代頭目的名字[註 4]），往南攀登南湖。可由四季村循四季林道，往東跨越中央山脈主脊至林道23.8K，也可由太平山獨立山索道末端接上四季林道，轉往南循次考干溪谷下降至大濁水北溪，過溪至南岸比亞毫大社遺址。由比亞毫往南越嶺南湖東北峰—束穗山—敷島山稜線，下降至闊闊庫溪谷，再越嶺馬比杉稜線。1914年野呂寧率兩百多人測量隊首登南湖大山的前半段行程，即大致循此路線（當時路線往南越嶺束穗山的路段，現已崩斷不通[30]）。台大登山社1987年由敷島山越嶺，成功抵達圈谷；1988年南湖11路會師，此線在越嶺敷島山後，有隊員墜落摔傷，而未能完成會師。
- 南澳—南湖 - 由太平洋海岸海拔接近0公尺的南澳進入，一路向西直到最後直線距離30多公里外3742公尺的南湖大山。由南澳一路大致循南澳古道與獵徑，經南澳南溪、舊武塔一帶、右股支流合流溪、越嶺砲台山稜線，進入大濁水北溪流域流興溪、舊流興社一帶、布蕭丸溪、莫很溪、大濁水北溪本流、舊金洋一帶，前往最深山的比亞毫大社遺址，再轉往南攀登南湖。1988年台大南湖11路會師，此線行至舊金洋一帶，即轉往西南循大濁水北溪右股支流上登敷島山東南側稜線越嶺，跨越闊闊庫溪，再越嶺馬比杉稜線，並未經過比亞毫大社遺址。舊金洋與比亞毫之間的古道，早已橋斷路崩不通。
- 武那志—南湖 - 南湖東峰往東南分出的陶塞峰—南湖東南峰—馬比杉—高津—武那志支稜，為南側大濁水南溪與北側左股支流闊闊庫溪的分水嶺，花蓮、宜蘭的分界。可由大濁水林道（和平林道）47.5K舊獵路往北經文迷山下降大濁水南溪，往北過溪上登武那志山，也可由中橫迴頭彎，陶塞溪與小瓦黑爾溪匯流口，沿陶塞溪往上，至上梅園竹村（陶塞社原址），續行上溯陶塞溪，沿波浪山西南稜上登，翻越波浪山稜線，往北下降大濁水南溪，過溪往東北上登至高津山西側。
- 西吉南—南湖 - 由南湖中南峰往東南伸出的西吉南山—波浪山—比林山—二子山支稜，此稜續往東連接曉星山直至太平洋岸，為南側陶塞溪（立霧溪流域）與北側大濁水南溪（大濁水溪流域）的分水嶺，也為太魯閣國家公園北側的邊界。昔日可由大濁水林道（和平林道）62K溪北工作站轉912支線就近登上比林山，林道不通後也可由陶塞社原址溯陶塞溪轉往東登上比林山南西稜。1988年台大南湖11路會師在勘查期間，因此稜線過於險惡，而決議改走大濁水南溪溯，會師活動期間高雄市山協戴曼程與1名原住民嚮導另外自組的「第12路」循此線成功上登。
- 大濁水南溪溯 - 溯源大濁水南溪上南湖。一般行程安排多只溯最後面源頭，可由陶塞社原址溯陶塞溪，轉往波浪山西南稜上登，翻越波浪山稜線，往北下降大濁水南溪再轉往西北上溯源頭。
- 陶塞橫斷 - 沿陶塞溪谷獵路往上，再越嶺南湖中南峰往東南伸出的西吉南山—波浪山支稜，橫斷至大濁水南溪上源谷地。為避開陶塞溪谷困難地形，離溪上稜越嶺點有多種不同的變化，多是由2897峰南伸支稜的西側支流上溯。
- 陶塞溪溯 - 溯源陶塞溪直上南湖。此為日治時1934年陶塞社族人前往台北觀光的路線[26]:113，自陶塞溪源頭經中南峰石洞獵寮上登南湖大山[31]:98。1977年1月19日，台大登山社大一隊員歐世彬在南湖東峰發生迷途事故，楊南郡等3人計畫溯陶塞溪谷直上南湖東峰展開搜救，再從南山村下山。3人從陶塞社原址，與時仍居當地的原住民嚮導哈隆·烏來，沿舊獵徑溯源陶塞溪谷前往搜救，已上升至海拔3400公尺接近稜頂將要登上，但突遇暴風雪而只好原路撤退。[31]:121-131自陶塞溪源頭也可由舊獵路轉往西登上南湖南峰。
- 中央尖南側 - 由小瓦黑爾溪或陶塞溪谷登上中央尖山，再逆走北一段大眾路線，或沿中央山脈主脊往北縱走抵達南湖。上登中央尖山的路線有多種變化：1928年台北一中（今建國中學）登山部、台北高校生原氏、鹿野忠雄等一行，由西拉克社（Slaq）與太魯閣族嚮導溯小瓦黑爾溪登死亡稜線達成原住民以外首登，這條路線太過險惡，後來多改由中央尖山東峰往東南岔出的三池山稜線上登；1930年英人等人由陶塞社原址，循獵路上溯陶塞溪谷，至中央尖山東峰東側的獵寮，再往西直上中央尖山東峰東稜；[32]:172楊南郡等人1970年由中央尖山與東峰間的鞍部，往南下溯小瓦黑爾溪谷獵路出中橫迴頭彎，1985年反方向自中橫迴頭彎小瓦黑爾溪與陶塞溪匯流口稜線舊部落平台（旁給揚社遺址），經由小瓦黑爾溪左岸山腰獵路，至三池山西南稜，登上三池山，再縱走至中央尖山[31]:109-111；1980年代台大登山社由旁給揚社遺址稜線平台，往北縱走三池山稜線全程。

進入21世紀，710林道歷經多次颱風、地震等天災多處已崩斷，雖仍能勉強行走，另開闢由勝光的菜園上登勝光山稜線接往710林道的路線。

## 歷年意外
- 1965年1月4日，臺灣省山岳會隊員于家琛在審馬陣山區，因勞累留置途中，疲憊失溫身亡。[34]:2
- 1973年10月12日，中華山岳協會雲稜登山隊隊員吳萬居在南湖圈谷，大雨滯留失溫喪生。[35]:4過去攀登南湖大山的傳統途徑，是由匹亞南部落溯登耶克糾溪—紅達拉溪上木杆鞍部、或經奇烈亭上審馬陣，下雨後過溪時經常發生山洪暴漲人員遭圍困的事故。1974年7月，雲稜登山隊為紀念隊友吳萬居捐出了20餘萬元，在鞍部東北山坳處興建了一棟「雲稜山莊」（今「新雲稜山莊」東南方約300公尺溪谷中），並開闢了從思源埡口利用710林道，再翻越多加屯山、經鞍部到達此山莊不必過溪、免除山洪危險的新途徑。這條不用再攀昇千餘公尺，即能抵達審馬陣山的新路線，便立刻取代了奇烈亭的傳統路線。[27]
- 1977年1月19日，臺大登山社一名大一隊員歐世彬在南湖東峰迷途。南湖上、下圈谷南側頂端嶺線是主峰與東峰間一塊古冰帽遺跡的平坦鞍部，東西長約400公尺，南北寬約300公尺，如遇天候不佳視野惡劣時，缺乏可辨認的地標，極易發生迷途意外。同行隊友搜尋時遭遇暴風雪，隔天撤退到審馬陣草原另一名隊友林錦綸失溫死亡。歐世彬遺體至1980年9月才在馬比杉山稜線北側闊闊庫溪上游被發現。[34]:5[36]（楊南郡上溯陶賽溪搜救遇大雪，無功而返記錄[31]:121-131）
- 1978年12月25日，中華佳友登山隊高、朱、李等三位隊員由雲稜山莊單日輕裝來回南湖大山。「雲稜山莊」建成後，常有登山隊進行由雲稜山莊單日輕裝來回南湖大山的行程。此隊回程突然遭遇強烈寒流暴風雪來襲，隊員不及走避在南湖北山—審馬陣之間空曠不避風的草原，徹夜遭暴風雪襲擊死亡。為了紀念及避免再發生憾事，在審馬陣草原的水池邊興建審馬陣避難山屋，在山屋上方步道接近稜線處設立紀念牌。
- 1999年2月16日，臺北縣新莊市民楊建國，由友人載至思源埡口後獨自前往南湖大山，預計二月廿四日由花蓮出口返臺北，逾期仍未歸。警方於二月廿四日派搜救人員進入南湖山區搜尋多日，楊建國後自行脫困。
- 1999年2月20，崑山工專校友蕭俊堅於攀登南湖大山時落單迷途。
- 1999年7月7日，臺大保育社十一名男女學生，攀登南湖大山歸程，隊員陳怡潔在北峰旁之五岩峰墜崖，失去行動能力，同學以手機向外求救，軍警派出多名人員前往救助。於七月八日在審馬陣山屋接運到傷者，立即抬下山送往臺中榮總急救。[37]
- 2001年7月初，東海大學登山社攀登南湖大山時遭遇颱風侵襲，在陸上颱風警報期間，全隊就地在審馬陣山屋避難直至7月7日天氣好轉之後才下山，在將要抵達思源埡口附近710林道出口附近，林道有約5公尺長度遭有勝溪颱風山洪掩蓋深達小腿，路徑遭溪水掩蓋不易分辨，隊員架設安全確保繩索系統以渡溪，擔任嚮導的林微梅於涉溪時不查溪水掩蓋下有巨大取水涵管，滑倒掉入溪中，被埋在溪床中的巨大取水涵管吸入，經隊員全力前後搶救拉扯無效力竭而被沖走溺水死亡。她的同學好友於林道口、710林道的鐵柵欄跨進不遠處的步道旁設立一座紀念碑以資悼念。[38]
- 2001年8月22日，王志雄獨自一人攀登南湖大山，原定下山時間之後都還不見其下山。
- 2002年10月14日，政大登山隊卓冠奇攀登南湖北山時疑因罹患高山症昏迷、另一名登山客謝稟恆則在下山時失聯。救難人員會同太魯閣國家公園管理處入山，凌晨將卓、謝兩人救出，卓員經送醫後，身體已無大礙。謝稟恆則身體無恙，短暫休息後，自行與隊員下山回家。
- 2003年5月3日晚間，高雄登山隊從南湖北山抵達審馬陣山時，部分隊員體力不繼脫隊太遠，整裝時才發現四十二歲的女隊員陳金匙失蹤，當晚向警方報案搜尋。5/5上午07:40搜救隊員於南湖北山與五岩峰間，聽到山谷中陳女的呼救聲後，立即運用繩索垂降至山谷內，08:10尋獲陳女。經救難人員檢視陳女的狀況，除輕微的擦傷，精神疲憊外，其餘均安好。
- 2003年10月30日，攀登南湖大山的黃中元，深夜在南湖山屋高山症病發，搜救中心在30日凌晨派遣海鷗直升機前往深山救護，經漏夜搶救載運下山送醫急救後，仍然不治身亡。

### 李俊生山難
2006年11月10日，李俊生（30歲）與新光人壽同事一行八人攀登南湖大山，11月13日回程從雲稜山莊往登山口（多加屯山方向）前進，八人中李俊生第二個從雲稜山莊出發，當他走到木杆鞍部時被第三位隊員超前，但第四位隊員以後就再無人看到他；中午登山隊七位隊員到達登山口，李俊生並未出現。
資深山友黃國書組織六人小組12月中出發搜尋，在雲稜山莊以重裝備兵分兩路：其中三人向北往南山村方向並打算露宿，另三人則下切到南湖溪搜索，住南湖溪山屋。
12月13日，黃國書一組冒細雨從雲稜水源區下切後，在距南湖溪山屋約40分鐘的河床上發現李俊生的背包和登山杖，內有手機、哨子、保暖衣物、攻頂小背包及足以維持一禮拜的食物等，而背包前方10公尺為一深潭；黃國書等人推想李俊生應是為游過深潭而隻身離開他的背包，續往下游走過一深達胸部的深潭後，他們發現李俊生丟棄的一包春風面紙（與背包中品牌相同），乃更確定李俊生到過這裡。因無溯溪裝備加上幾近失溫，黃國書等人疊石為記後折返。
12月25日，黃國書帶著一組溯溪裝備及消防人員上山，沿上次路徑架繩再往下游；這次翻越瀑布深潭更多，終於在距背包15公里的南湖溪畔發現李俊生的遺體，此處到有人煙的志良苗圃只有兩公里路程。

### 賴杉杰山難
2007年3月17日上午，賴杉杰（男，48歲，中國菱電服務課組長）與丁清俊（男，47歲，漢翔公司職員）、周美珠（女，37歲）、童冠閔（男，28歲）從宜蘭縣思源埡口入南湖大山。3月18日，登審馬陣山，四人夜宿南湖山屋，遇上專業領隊陳秀真（40歲，中華山難搜救協會中區幹部）。
3月19日上午，四人輕裝攻頂，登南湖大山東峰、馬比杉山；17時，回程大雪紛飛，童冠閔先回山屋燒開水等隊友抵達取暖；19時，賴杉杰、丁清俊、周美珠三人未回，陳秀真認為情況有異，與童冠閔前往察看；20時在南湖大山主峰、東峰鞍部找到三人，賴杉杰已死亡，丁清俊仍抱住他為其保溫；20時30分，童冠閔揹著賴杉杰的遺體，丁清俊、周美珠兩人撐扶，陳秀真在前引導，後因眾人已無體力，陳秀真建議安置遺體，回山屋後以手機求救。
3月20日8時，國家搜救指揮中心與消防署三度派直升機，因雲層太厚折返；3月21日7時，海鷗直升機在南湖大山山屋附近找到丁清俊、周美珠、童冠閔、陳秀真等四人；救難隊員另徒步在3,740公尺（一萬二千六百英呎）的主峰稜線上尋獲賴杉杰遺體，並送往臺中縣豐原市。

## 外部連結
- 中華民國協會－台灣高山明細表
- 地圖產生器－台灣的高山列表